# Самбыла, Чойган Николаевна
Чойган Николаевна Самбыла (Кара-Сал) (род. 28 июля 1974) — биолог, доктор биологических наук; директор Убсунурского международного центра биосферных исследований (УМЦ); эксперт Тувинского республиканского отделения Русского географического общества, и.о. директора Кемеровского научно-исследовательского института сельского хозяйства - филиала СФНЦА РАН.

## Биография
Родилась 28 июля 1974 года, в городе Чадан. Училась в школе № 1 города Чадан Дзун-Хемчикского района, окончила школу № 9 города Кызыл (1991). С отличием окончила естественно-географический факультет Тувинского государственного университета (1996).
Самбыла Чойган Николаевна в 1996 году с отличием окончила Тывинский государственный университет по специальности «биология и химия». На период 1996-2000 гг. работала ассистентом кафедры экологии и зоологии Тывинского государственного университета, в 2000–2003 гг. училась в очной аспирантуре Тувинского института комплексного освоения природных ресурсов СО РАН, в 2003–2017 гг. работала научным сотрудником, заместителем директора Убсунурского международного центра биосферных исследований под эгидой СО РАН и Правительства Республики Тыва (УМЦ), в 2018-2023 гг. работала директором УМЦ, Тувинского научного центра, Центра биосферных исследований. с 2024 года исполняет обязанности директора Кемеровского НИИСХ-филиала СФНЦА РАН.
Защитила кандидатскую диссертацию на тему «Запасы надземной фитомассы тундровых сообществ высокогорий Тувы» (Новосибирск, 2007) и докторскую  диссертацию на тему «Фитомасса высокогорных растительных сообществ Алтае-Саянской горной области» (Новосибирск, 2018).
Чемпионка по многоборью ушу в Республики Тыва (Кызыл, 1990), Сибири  (Новосибирск, 1991), Европы (Бухарест, 2014) и призер Мира (Чичжоу, КНР, 2014). 

## Научная деятельность

#### Область интересов
геоботаника, экология.

#### Тематика
выявление ценотического разнообразия и запасов фитомассы сообществ высокогорий Алтае-Саянской горной области.

#### Объекты исследований
тундры, альпийские и субальпийские луга Алтае-Саянской горной области.

#### Финансовая поддержка
Грант Председателя Правительства Республики Тыва (2004—2005), РФФИ 0604-63001, 07-04-00364-а, 10-04-01025-а, 10-04-10021, 13-04-10007 и 13-04-00399.

#### Научные труды
автор более 120 научных работ, в том числе монографии, 5 учебных пособий и учебно-методических работ, а также ответственный редактор 12 научно-популярных изданий.

## Педагогическая деятельность
Работала ассистентом кафедры экологии и зоологии Естественно-географического факультета ТувГУ (1996—2003 гг.).  На базе ТувГУ под ее руководством подготовлены методисты по ушу 37 человек и тренера ушу — 12 человек (2010—2013). Является действующим тренером Федерации ушу России по специальности ушу-таолу, таолу-чуаньтун с техническим разрядом 3 дуань «Чанцюань», 2 дуань «Тайцзицюань». На базе государственного лицея Республики Тыва подготовила 14  чемпионов и 34 призеров СФО (2010—2013), 2 чемпионов и 3 призеров Европы и Мира (2014). Является руководителем и тренером оздоровительно-спортивной группы "Ушу-путь к долголетию" (2018 -2023 гг.). С 2024 г. является тренером ушу в Кемеровской области-Кузбасс.

## Трудовая деятельность
1991—1992 — Тренер-преподаватель ДЮСШ Кызылского района;
1991—1996 — студентка Естественно-географического факультета ТывГУ;
1996 2003 — ассистент кафедры экологии и зоологии ЕГФ, ТывГУ;
2003 — научный сотрудник Убсунурского международного центра биосферных исследований РТ и СО РАН (УМЦ);
2004 — старший научный сотрудник УМЦ;
2005 — ученый секретарь УМЦ;
2006 — зам. директора УМЦ по научно-организационным вопросам;
2008 — 2020 — доцент кафедры педагогики и методики дошкольного и начального образования Кызылского педагогического института ТувГУ;
2018 —2023 —директор Убсунурского международного центра биосферных исследований (УМЦ);
2024 — и.о. директора Кемеровского научно-исследовательского института сельского хозяйства - филиала СФНЦА РАН.

## Награды
Награждена:
Почетной грамотой Министерства кадровой политики, науки и учебных заведений (2004),
Почетной грамотой Комитета по образованию мэрии г. Кызыла РТ (2007),
Почетной грамотой Убсунурского международного центра биосферных исследований РТ и СО РАН (2009),
Почетной грамотой Общественной палаты Республики Тыва (2012),
Почетной грамотой Верховного Хурала (Парламента) Республики Тыва (2012).
Лауреат премии Главы-Председателя Правительства Республики Тыва в области науки и техники за 2012 г (2013).
Лауреат конкурса «Золотой пьедестал ТувГУ» в номинации «Лучший тренер Тувинского государственного университета 2012 года» (2013, 2014),
Обладатель сертификата-премии Главы Правительства Республики Тыва в области спорта - вид направления ушу (2014),
Юбилейной медалью «100 лет Якутской АССР» (2022),
Благодарностью оргкомитета Года науки и технологий РФ (2022),
Юбилейной медалью «100-летие парламентаризма в Республике Тыва» (2023),
Юбилейной медалью  «За вклад в развитие Дзун-Хемчикского кожууна» Республики Тыва (2023).

## Научные труды
1. Самбыла Ч. Н. Ценотическая характеристика и запасы надземной фитомассы тундровых сообществ высокогорий Тувы / Ч. Н. Самбыла / отв. ред. В. П. Седельников. — Кызыл: ТывГУ, 2010. — 226 с.
2. Зибзеев Е. Г., Самбыла Ч. Н. Структура фитомассы растительных сообществ гумидных высокогорий Восточного Саяна (на примере хр. Крыжина) / Е. Г. Зибзеев, Ч. Н. Самбыла // Сиб. экол. журн. — 2011. — № 3. — С. 395—403. // Zibzeev E.G. Phytomass Structure of Plant Communi- ties of Yumid High-Altitude Habitats of the Eastern Sayan Ranges: Асase stady of the Kryzhin Range / E.G. Zibzeev, Ch.N. Sambyla // Contemporary Problems of Ecology. −2011. — Vol. 4. — No. 3. — Р. 296—302. DOI: 10.1134/S1995425511030088.
3. Самбыла Ч. Н. Лишайники и мхи в запасе надземной фитомассы тундровых сообществ высокогорий Тувы / Ч. Н. Самбыла // Известия Самарского научного центра Российской академии наук. — 2014. — Т 16. — № 5. — С. 85-92.
4. Самбыла Ч. Н. Изучение содоминирующих и сопутствующих видов в запасе надземной фитомассы сообществ гумидных высокогорий Алтае- 4 Саянской горной области / Ч. Н. Самбыла // Известия высших учебных заведений. Северо-Кавказский регион. Естественные науки. — 2017. — № 4. — С. 82-86. — DOI: 10.23683/0321-3005-2017-4-1-82-86.